# Hvarska nogometna liga 1999./2000.
Hvarsku nogometnu ligu za sezonu 1999./2000. je osvojio Jadran iz Starog Grada. 

Hvarska liga je predstavljala treći stupanj županijske lige u Splitsko-dalmatinskoj županiji, te ligu šestog ranga hrvatskog nogometnog prvenstva.

## Sustav natjecanja
Deset klubova igralo je dvokružnim ligaškim sustavom.

## Momčadi
- Jadran – Stari Grad
- Jelsa – Jelsa
- Južnjak – Sveta Nedjelja
- Levanda – Velo Grablje
- Mladost – Sućuraj
- Sloga – Dol
- SOŠK – Svirče
- Varbonj – Vrbanj
- Vatra – Poljica
- Vrisnik – Vrisnik

## Ljestvica
| Poz. | Momčad                | U  | P  | N | I  | G+ | G– | G+/– | Bod. |
| ---- | --------------------- | -- | -- | - | -- | -- | -- | ---- | ---- |
| 1.   | Jadran Stari Grad (P) | 18 | 10 | 4 | 4  | 37 | 29 | +8   | 34   |
| 2.   | Južnjak               | 18 | 9  | 5 | 4  | 33 | 22 | +11  | 32   |
| 3.   | Vrisnik               | 18 | 8  | 6 | 4  | 33 | 23 | +10  | 30   |
| 4.   | Jelsa                 | 18 | 9  | 3 | 6  | 41 | 30 | +11  | 30   |
| 5.   | Varbonj               | 18 | 8  | 3 | 7  | 32 | 28 | +4   | 27   |
| 6.   | Mladost Sućuraj       | 18 | 6  | 3 | 9  | 25 | 38 | −13  | 21   |
| 7.   | Levanda               | 18 | 5  | 6 | 7  | 23 | 25 | −2   | 21   |
| 8.   | SOŠK Svirče           | 18 | 5  | 5 | 8  | 22 | 31 | −9   | 20   |
| 9.   | Sloga Dol             | 18 | 5  | 3 | 10 | 30 | 42 | −12  | 18   |
| 10.  | Vatra                 | 18 | 2  | 8 | 8  | 26 | 34 | −8   | 14   |

## Rezultatska križaljka
| kratica | klub                   | JAD | JEL | JUŽ | LEV | MLA | SLO | SOŠK | VAR | VAT | VRI |
| --- | ---------------------- | --- | --- | --- | --- | --- | --- | ---- | --- | --- | --- |
| JAD | Jadran Stari Grad      |     | 0:0 | 5:1 | 1:1 | 2:1 | 1:1 | 1:0  | 1:0 | 2:1 | 2:2 |
| JEL | Jelsa                  | 6:3 |     | 1:3 | 1:0 | 8:2 | 4:1 | 3:1  | 2:3 | 3:0 | 2:5 |
| JUŽ | Južnjak Sveta Nedjelja | 2:1 | 0:1 |     | 0:1 | 3:1 | 1:2 | 4:0  | 2:1 | 2:2 | 4:0 |
| LEV | Levanda Veliko Grablje | 0:2 | 2:2 | 0:1 |     | 1:2 | 3:2 | 0:0  | 0:4 | 1:0 | 1:1 |
| MLA | Mladost Sućuraj        | 3:2 | 3:1 | 1:1 | 1:1 |     | 1:3 | 0:1  | 1:3 | 1:1 | 0:2 |
| SLO | Sloga Dol              | 2:4 | 1:1 | 0:3 | 1:5 | 1:2 |     | 3:4  | 4:2 | 2:1 | 2:2 |
| SOŠK | SOŠK Svirče            | 1:3 | 0:3 | 1:1 | 2:2 | 2:1 | 2:3 |      | 0:1 | 1:1 | 1:0 |
| VAR | Varbonj (Vrbanj)       | 2:3 | 2:3 | 2:2 | 2:1 | 0:1 | 2:0 | 1:3  |     | 1:1 | 1:0 |
| VAT | Vatra Poljica          | 3:4 | 1:0 | 1:1 | 2:3 | 2:3 | 2:1 | 2:2  | 3:4 |     | 1:1 |
| VRI | Vrisnik                | 3:0 | 3:0 | 3:1 | 0:2 | 4:1 | 2:1 | 2:1  | 1:1 | 2:2 |     |
| |                        |     |     |     |     |     |     |      |     |     |     |
| podebljan rezultat - utakmice od 1. do 9. kola (1. utakmica između klubova) rezultat normalne debljine - utakmice od 10. do 18. kola (2. utakmica između klubova) rezultat nakošen - nije vidljiv redoslijed odigravanja međusobnih utakmica iz dostupnih izvora rezultat smanjen * - iz dostupnih izvora nije uočljiv domaćin susreta prekrižen rezultat - poništena ili brisana utakmica p - utakmica prekinuta 3:0 p.f. / 0:3 p.f. - rezultat 3:0 bez borbe |                        |     |     |     |     |     |     |      |     |     |     |

 Izvori: